# Handwerksmuseum Bederkesa
Das Handwerksmuseum Bederkesa in Bad Bederkesa ist ein kommunales Handwerksmuseum, das die Entwicklung des Handwerks im Elbe-Weser-Raum von den Anfängen bis in das 20. Jahrhundert zeigt. Das Museum hat seinen Standort in einem alten Gaswerk von Bad Bederkesa. Es geht auf Vorarbeiten und die Initiative des Obermeisters der örtlichen Schuhmacher-Innung, Peter Hennig († 2013) und seiner Frau Martha Hennig zurück.

## Geschichte
Ein Vorläufer des heutigen Handwerksmuseums war das Schuhmachermuseum, ein privates Museum, das auf Initiative von Peter Hennig 1986 im Amtshaus (gegenüber der Burg) in Bederkesa in einem Raum eingerichtet wurde. Hennig entwickelte weitergehende Ideen für ein größeres Handwerksmuseum und gewann für diese Idee die Unterstützung des damaligen Samtgemeindedirektors von Bad Bederkesa, Wilfried Habenicht. Schließlich wurde nach langjährigen Überlegungen und Planungen ein Standort für das Museum gefunden: ein ehemaliges Gaswerk wurde von der Gemeinde Bad Bederkesa zur Verfügung gestellt. Mithilfe von Spenden und der Eigenleistungen der Handwerksinnungen im Umfang von insgesamt 170.000 Euro wurde das Gebäude zu einem Museum umgebaut. 1996 wurde durch 14 Innungen der Kreishandwerkerschaft Bremerhaven-Wesermünde und die Gemeinde Bad Bederkesa das Museum in der Form eines Vereins gegründet. Daneben gibt es seit September 1997 hierfür einen Förderverein.

## Die Sammlung
Die in der Sammlung gezeigten Gewerke sind:
Bäcker, Böttcher, Dachdecker, Drucker und Schriftsetzer, Elektriker, Fischer, Fleischer, Fliesenleger, Fotograf, Friseur, Hutmacher, Klempner, Korbmacher, Kraftfahrzeugmechaniker, Maler, Ofensetzer, Polsterer, Raumausstatter, Sattler, Schmied, Schneider, Schuhmacher, Steinmetz, Stellmacher, Stickerin, Tischler, Uhrmacher, Zimmermann
Mehrere dieser Berufsbezeichnungen sind durch die Neuordnung der Handwerksberufe inzwischen überholt. Auch sind teilweise in der Region die entsprechenden Innungen nicht mehr aktiv. Weiterhin existiert eine umfangreiche Bügeleisensammlung als Sonderausstellung.
Drei Werkstätten konnten von ihren Vorbesitzern komplett übernommen werden: eine Schuhmacher-Werkstatt, ein Friseursalon und eine Druckerei.

## Bundesverdienstkreuz für die Gründer
Im Februar 2010 erhielten die Museumsgründer Peter Hennig und seine Frau Martha Hennig die Verdienstmedaille des Verdienstordens der Bundesrepublik Deutschland. Peter Hennig ist im September 2013 verstorben.